# Vlag van Gyeonggi-do

Vlag van Gyeonggi-do

De vlag van Gyeonggi-do bestaat uit een witte achtergrond waarop het provincielogo is afgebeeld. De vlag is in huidige vorm sinds 2021 in gebruik. Het logo bestaat uit de initialen van Gyeonggi-do in het Koreaans: ㄱ, ㄱ, ㄷ. De bovenste strepen in de initialen "ㄱ, ㄱ, ㄷ" creëren een horizontale groene lijn die het streven van Gyeonggi-do uitdrukt naar een recht pad voor het creëren van een betere toekomst in solidariteit met zijn inwoners. De harmonieuze balans van horizontale en opwaartse streken belichaamt het flexibele, maar toch rechtlijnige beeld van Gyeonggi-do. De "ㄱ" helemaal links staat voor "Gyeong (경)" met de onderste opwaartse streep die de toekomstige groei van Gyeonggi-do uitdrukt in overeenstemming met rechtopstaande waarden. De "ㄱ" in het midden staat voor "gi (기)" met de onderste opwaartse streep die het streven van Gyeonggi-do uitdrukt om kansen te creëren voor de realisatie van een betere toekomst. De "ㄷ" helemaal rechts staat voor "do (도)," of "provincie" in het Koreaans, waarbij de onderste horizontale streep staat voor het naast elkaar bestaan van verschillende individuen binnen Gyeonggi-do. De kleur blauw vertegenwoordigt vertrouwen, energie en toekomstige waarden. De kleur groen staat voor natuur, coëxistentie, milieuvriendelijkheid en vrede.

## Eerdere vlaggen
De eerste vlag werd op 1967 aangenomen, en toont een oud provincielogo op een groene achtergrond. De centrale cirkel vertegenwoordigt de bron, Korea, het culturele en regionale centrum van het spel; de buitenste cirkel vertegenwoordigt het spel in eenheid, harmonie en balans; en de drie hoeken die zich uitstrekken vanuit de buitenste cirkel vertegenwoordigen onbeperkte ontwikkeling en groei gebaseerd op zelfhulp, zelfredzaamheid en samenwerking.
De tweede vlag werd op 1996 aangenomen, en toont een oud provincielogo op een witte achtergrond. Het logo heeft gestileerde weergaven van de eerste drie medeklinkers in het Koreaanse woord Gyeonggi-do, wat de vrede en vrijheid van de mensen in de regio weerspiegelt; de volledige naam van de provincie staat eronder. De rode en oranje cirkel die het vormt, symboliseert de oorsprong van het universum en betekent ook dat Gyeonggi-do het centrum van Korea is in elk aspect van ons leven, inclusief politiek, economie, cultuur en geschiedenis. De blauwe kleur symboliseert de eeuwige ontwikkeling en groei van Gyeonggi-do. Het staat aan het hoofd van de globale en lokale beweging en is het hart van het verenigde Korea van de 21e eeuw. De witte grond symboliseert het feit dat de mensen afstammen van hun nobele Koreaanse voorouders.
De derde vlag werd op 2006 aangenomen, en toont een oud provincielogo op een witte achtergrond. Het logo vertegenwoordigt de ambitie, vastberadenheid en vastberadenheid van de provincie om zich te ontpoppen als leider in een welvarende wereld. De slogan "Global Inspiration, Gyeonggi-do" belichaamt de vastberadenheid van de provincie om het centrum van Noordoost-Azië en de wereld te worden. Het logo vertegenwoordigt het sterke netwerk en de solidariteit van de 31 steden en provincies in de provincie en een robuust wereldwijd netwerk. De kleuren: Blauw symboliseert geavanceerde kennis en technologie, creatief denken en innovatieve acties; hemelsblauw staat voor het oneindige potentieel en de mogelijkheden van de provincie; oranje drukt de warmte en de coöperatieve geest van de inwoners van Gyeonggi-do uit, terwijl groen staat voor hun genegenheid voor Moeder Aarde en het milieu."

Eerste vlag (1967-1996)
Tweede vlag (1996-2006)
Derde vlag (2006-2021)